# Ivan Lukačić
Ivan Lukačić (getauft 17. April 1587 in Šibenik; † 20. September 1648 in Split) war ein in Dalmatien (damals politisch zur Republik Venedig) lebender Komponist.
Das genaue Geburtsdatum von Lukačić ist unbekannt. Er trat 1597 dem Franziskanerorden bei, studierte ab 1600 in Rom Musik und amtierte 1614 als Kapellmeister in der Kirche San Girolamo dei Croati. 1618 kehrte er nach Šibenik zurück und wurde dann Domkapellmeister in Split. Von ihm ist eine Sammlung von Sacrae Cantiones mit Generalbassbegleitung überliefert, die 1620 veröffentlicht wurde und 27 Motetten mit Orgelbegleitung enthält. Die Sammlung ging während des Zweiten Weltkrieges verloren. Erst in den 1980er Jahren wurde eine Abschrift in der Krakauer Jagiellonischen Bibliothek wiederentdeckt.